# Kunio Katō
Kunio Katō (加藤久仁生?) (nacido en 1977) es un animador japonés conocido por el cortometraje La maison en petits cubes que ganó el Óscar al mejor cortometraje animado. También creó Aru tabibito no nikki, una aventura de sueños surrealista.

## Filmografía
| Año  | Título                                                                   | Papel      | Notas                  | Fuente |
| ---- | ------------------------------------------------------------------------ | ---------- | ---------------------- | ------ |
| 2002 | O dore! Tai po おどれ!タイポ                                             | Supervisor | serie de cortometrajes |        |
| 2004 | Aru tabibito no nikki (或る旅人の日記? lit. El diario de cierto viajero) |            | serie de cortometrajes | [ 2 ]  |
| 2005 | Min'na no uta 'serunokoi' みんなのうた「セルの恋」                       | Animación  |                        |        |
| 2008 | La maison en petits cubes (つみきのいえ Tsumiki no Ie?)                  | Director   | OVA                    |        |

## Influencia
En 2015, el escritor chileno José Baroja publicó el cuento "El hombre del terrón de azúcar", texto ganador del XIII Certamen Internacional Gonzalo Rojas Pizarro, inspirado en el cortometraje "Middonaitokafe" ("The Midnight Cafe"), incluido en la película Aru tabibito no nikki (或る旅人の日記Aru tabibito no nikki'?  lit. El diario de cierto viajero).

## Premios y distinciones
Premios Óscar
| Año  | Categoría                  | Película                  | Resultado |
| ---- | -------------------------- | ------------------------- | --------- |
| 2009 | Mejor cortometraje animado | La maison en petits cubes | Ganador   |